# 더 원 (콜롬보)
더 원(영어: The One)는 스리랑카 콜롬보에 공사중인 마천루다. (A동 타워는 제안)